# 舒尔德 (匈牙利)
舒尔德，是匈牙利佐洛州所辖的一个村，总面积21.94平方公里，总人口628，人口密度28.6人/平方公里（2010年1月1日）。